# Jeremy Horst
Jeremy Horst (né le 1er octobre 1985 à Cheyenne, Wyoming, États-Unis) est un lanceur de relève gaucher des Ligues majeures de baseball jouant avec les Phillies de Philadelphie.

## Carrière

### Reds de Cincinnati
Jeremy Horst est drafté à deux reprises par les Pirates de Pittsburgh, qui le sélectionnent 34e ronde en 2003 et en 40e ronde en 2004, mais il ne signe jamais avec le club. Il s'entend finalement avec les Reds de Cincinnati, qui le choisissent de l'équipe de l'Université Armstrong Atlantic State à Savannah, Géorgie en 2007. Les Reds en font leur choix de 21e ronde cette année-là.
Horst fait ses débuts dans les majeures le 28 mai 2011 comme lanceur de relève pour Cincinnait face aux Braves d'Atlanta. Il retire quatre joueurs adverses sur des prises en deux manches et deux tiers lancées. Il a aussi une présence comme frappeur durant ce match et réussit un coup sûr bon pour un point contre le lanceur des Braves Cristhian Martinez, ce qui place les Reds en avant 6-5. Ces derniers perdent toutefois le match, 7 à 6. En 12 sorties en relève pour les Reds en 2011, Horst ne reçoit aucune décision. Il maintient une excellente moyenne de points mérités de 2,93 en 15 manches et un tiers au monticule.

### Phillies de Philadelphie
Le 25 janvier 2012, les Reds de Cincinnati échangent Jeremy Horst aux Phillies de Philadelphie en retour du joueur de champ intérieur Wilson Valdéz.